# 圣索沃尔昂吕
圣索沃尔昂吕（法語：Saint-Sauveur-en-Rue，法語發音：[sɛ̃ sovœʁ ɑ̃ ʁy]）是法国卢瓦尔省的一个市镇，位于该省南部，和上卢瓦尔省及阿尔代什省接壤，属于圣艾蒂安区。

## 地理
圣索沃尔昂吕（45°16'10"N, 4°29'42"E）面积30.26 平方千米，位于法国奥弗涅-罗讷-阿尔卑斯大区卢瓦尔省，该省份为法国中南部省份，北起顺时针与索恩-卢瓦尔省、罗讷省、伊泽尔省、阿尔代什省、上盧瓦爾省、多姆山省和阿列省接壤。
与圣索沃尔昂吕接壤的市镇（或旧市镇、城区）包括：拉韦尔萨讷、里奥托尔、阿让塔勒堡、比尔迪涅、圣雷吉斯迪宽。

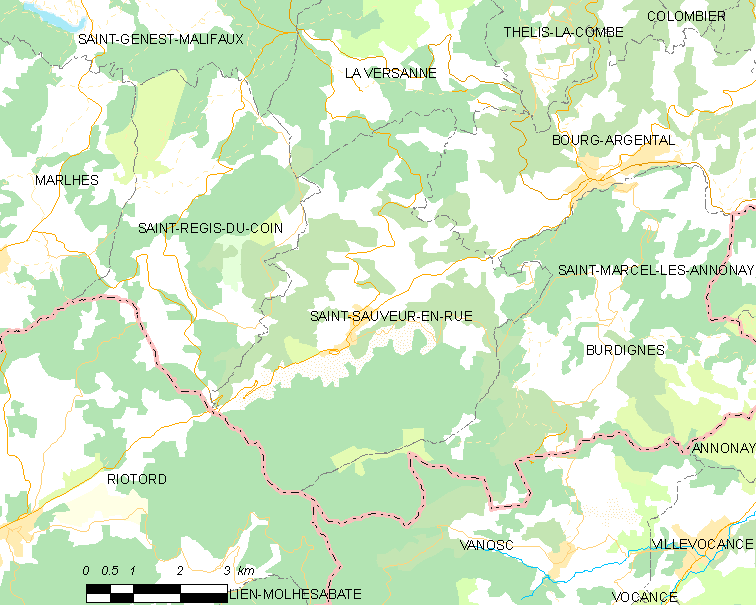
圣索沃尔昂吕的OSM定位图

圣索沃尔昂吕的时区为UTC+01:00、UTC+02:00（夏令时）。

## 行政
圣索沃尔昂吕的邮政编码为42220，INSEE市镇编码为42287。

## 政治
圣索沃尔昂吕所属的省级选区为勒皮拉县。

## 人口

1962-2008年间圣索沃尔昂吕人口变化图示

圣索沃尔昂吕于2022年1月1日时的人口数量为1083人。